# Trnovski Vrh
Trnovski Vrh je naselje v Občini Trnovska vas.